# Claudio Bertonatti
Claudio Bertonatti (Buenos Aires, 24 de octubre de 1963) es un naturalista, museólogo y docente argentino dedicado a la conservación de la naturaleza y del patrimonio cultural.

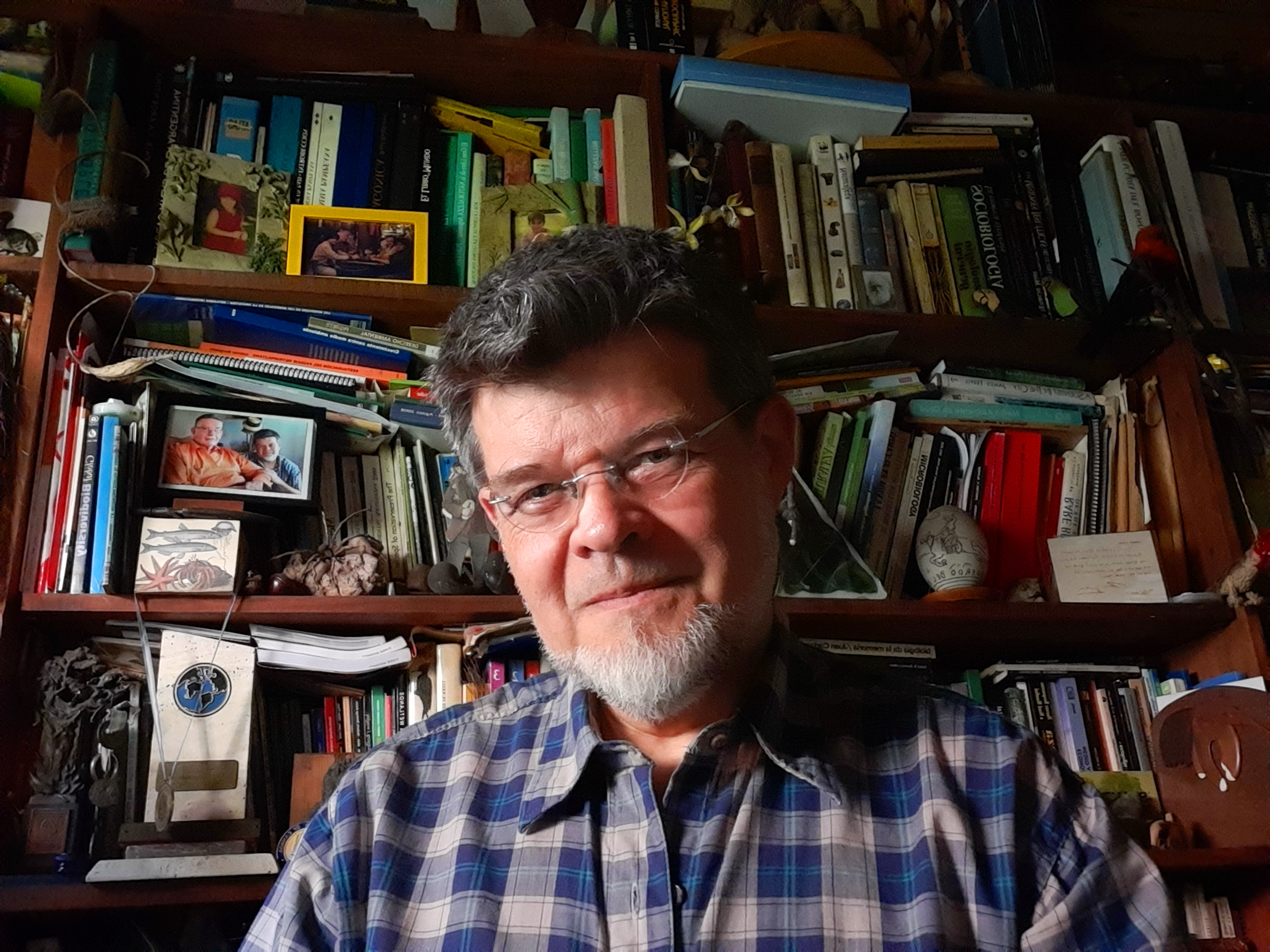
Claudio Bertonatti en su "studiolo" de Quilmes, Provincia de Buenos Aires, Argentina (2020)

## Biografía
Su formación inicial fue la de un autodidacta, como la de su colega y amigo Juan Carlos Chébez, con quien inició sus estudios biológicos. Más tarde estudió museología y realizó cursos de posgrado sobre Managment ambiental y sobre jardines botánicos históricos. Desde 1983 se dedica a la conservación de la naturaleza y al estudio y divulgación de su relación con el patrimonio cultural. Ha dictado cursos sobre esto último -junto con el Mlgo. Carlos Fernández Balboa- en el Museo Nacional de Bellas Artes de Buenos Aires, en el Museo de Antropología de Córdoba, en el Museo del Fin del Mundo en Tierra del Fuego, en la Universidad Nacional de La Pampa, en el Teatro Argentino de La Plata y en la Reserva Natural Yate-í en Misiones. En este sentido ha alertado sobre las consecuencias culturales de las modificaciones ambientales, tanto en la música folklórica como en la producción de artesanías tradicionales, y en la supervivencia de las deidades, mitos y leyendas populares. En definitiva, contra la identidad de los pueblos. En particular, de los originarios o aborígenes. Desde 2018 es miembro de la Red de Patrimonio Cultural de Venezuela.
Realizó estudios zoológicos de campo focalizados en la conservación de distintas especies sudamericanas, como el macá tobiano (Podiceps gallardoi), el guanaco (Lama guanicoe), el tatú carreta (Priodontes maximus) y el cardenal amarillo (Gubernatrix cristata). Investigó también las causas de extinción de especies como el Zorro de las Islas Malvinas (Dusicyon australis) y el Guacamayo Azul (Anodorhynchus glaucus), desaparecidas en los siglos XIX y XX, respectivamente. Sobre esas y otras especies publicó trabajos en coautoría con Juan Carlos Chébez, Tito Narosky, Mauricio Rumboll, Andrés Johnson, Julio R. Contreras Roqué, Jorge Víctor Crisci, Pablo Tubaro, Enrique Richard, Pablo Canevari y Marcelo Canevari. Actualmente es investigador adscrito de la Universidad Maimónides y asesor científico de la Fundación de Historia Natural Félix de Azara.
En 1997 redactó una "Estrategia de conservación para las aves argentinas: antecedentes y propuestas" en 1997 para BirdLife International y Aves Argentinas. Para esta última entidad centenaria hizo -junto con Claudia Nardini- un manual para que los niños aprendan a observar aves. 
Durante años estudió y denunció el tráfico de vida silvestre, divulgando sus problemas como algunas soluciones. Con Gustavo Aprile publicó un pionero Manual sobre rehabilitación de fauna en 1996.
Como comunicador, su testimonio ha nutrido numerosos documentales, como en: "Maradona: médico de la selva" (2012), ”Yaguareté, la última frontera” (2014), "Castores: la invasión del fin del mundo" (2015), "Biodiversidad en peligro: cardenal amarillo" (2016), "En la senda del huemul" (2016), “La Trama del Guanaco” (2017) y "La amenaza silenciosa: especies exóticas invasoras" (2018), de la cual fue protagonista. 
Trabajó durante casi 30 años (1983-2012) desde la Fundación Vida Silvestre Argentina, ocupando varias de sus direcciones. Dirigió la Reserva Ecológica Costanera Sur de la Ciudad Autónoma de Buenos Aires (2010-2011), donde gestó un plan de mejoras impulsado por la Fundación YPF. Poco después (2012), asumió la Dirección General del Zoológico de Buenos Aires. Redactó un plan para transformarlo en un centro de conservación de la fauna argentina, de investigación científica y de educación ambiental. Aunque concretó algunas reformas conceptuales y prácticas renunció un año más tarde ante la falta de apoyo para continuar con ese proceso de cambios. En 2014 realizó un diagnóstico de los zoológicos y acuarios en la Argentina -en coautoría con el Méd. Fidel Baschetto y el Mlgo. Carlos Fernández Balboa- para la Fundación de Historia Natural Félix de Azara. Desde entonces, con otros especialistas insiste en la necesidad de transformar los zoológicos y acuarios en centros de conservación, educación, ciencia y bienestar animal, sin dejar de cuestionar a aquellos que se resisten a evolucionar.
Se ha desempeñado como consultor para la Administración de Parques Nacionales de la Argentina, zoológicos, museos, ONGs, empresas y organismos oficiales de Argentina, Paraguay, Chile, Uruguay, Costa Rica y México. Entre ellas, Discovery Latin America y National Geographic.
Es miembro de la Cátedra UNESCO sobre Turismo Cultural desde su creación en 2007. Desde allí ha dirigido un Seminario Internacional sobre Ecoturismo (2007) y desde 2008 dicta clases en su posgrado de Patrimonio y Turismo Sostenible (sobre interpretación del patrimonio). También fue docente de la Universidad de Buenos Aires, la Universidad del Museo Social Argentino, la Universidad Católica de Salta, la Escuela Argentina de Naturalistas y el Instituto Perito Moreno, donde sigue dictando las materias "Ecología" y "Biología de la conservación". A propósito de esto último, uno de sus libros ("Situación ambiental argentina 2000", en coautoría con Javier Corcuera) es una obra de referencia.  Actualmente, dirige la carrera de Turismo y Conservación del Patrimonio en la Universidad Maimónides.

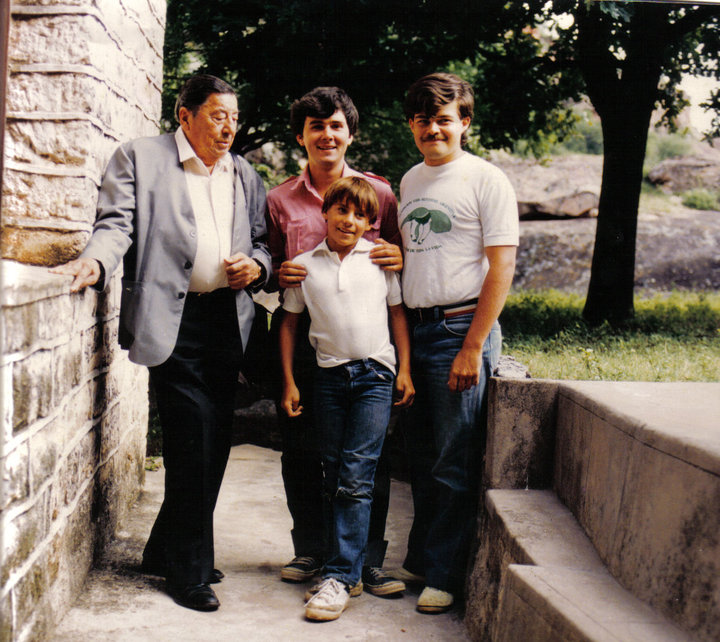
Atahualpa Yupanqui, Juan Carlos Chebez (centro), Emiliano Chavero (nieto de Yupanqui) y Claudio Bertonatti en "Agua Escondida", Cerro Colorado (Provincia de Córdoba, Argentina). Enero de 1985

Formó parte de los equipos de realización para crear el Museo Folklórico en Londres (Provincia de Catamarca), el Museo de Historia Natural de San Martín de los Andes (Provincia del Neuquén) y de varios centros de interpretación en los Esteros del Iberá (Provincia de Corrientes), Valles Calchaquíes (Provincia de Salta) y el Sitio del Patrimonio Mundial Cueva de las Manos (Provincia de Santa Cruz), especializándose en la concepción museográfica o exhibiciones y en la redacción de sus contenidos. Ha publicado varios trabajos sobre esto.

## Obra principal
Publicó –solo o en colaboración- más de 600 artículos científicos y de divulgación y 50 libros. Entre estos últimos:
- Atlas Ornitogeográfico de la Provincia del Chaco -República Argentina-., en coautoría con Julio R. Contreras, Licia Berri, Andrés O. Contreras y Enrique Utges (1991)
- Ballenas. Guía para conocer y defender a las ballenas (1993).
- Especies amenazadas de extinción, en coautoría con Carlos Fernández Balboa (1994).
- La avifauna de la isla de los Estados, Islas de Año Nuevo y mar circundante (Tierra del Fuego, Argentina), en coautoría con Juan Carlos Chebez (1994).
- Monos. Guía para conocer y defender a los monos (1994).
- Murciélagos. Guía para conocer y defender a los murciélagos (1996).
- Manual sobre Rehabilitación de Fauna (1996), en coautoría con Gustavo Aprile
- El Horizonte Infinito: las áreas naturales de la estepa patagónica argentina (1997).
- Situación Ambiental Argentina 2000, en coautoría con Javier Corcuera (2000).
- Red de términos museológicos, en coautoría con Edgardo Chacón, Roberto Crowder y Carlos Fernández Balboa (2004).
- Bases biológicas del comportamiento animal y humano, en coautoría con Enrique Zerda Ordóñez y otros (2009).
- La naturaleza de la patria (2009).
- ¿Cómo descubrir, reconocer y disfrutar de las aves en 5 pasos?, en coautoría con Claudia Nardini (2014).
- Parque Nacional Perito Moreno, coeditor con Tom Butler (2014).
- Historias de la fauna perdida: la crónica de 12 especies extinguidas por el ser humano, en coautoría con Cristian Blanco, Egon Ciklai, Eduardo Esparrach y Carlos Fernández Balboa (2015).
- Folklore de Catamarca (2018).
- Embajadas de la naturaleza - Zoológicos, acuarios y oceanarios de Argentina en el siglo XXI (2019), en coautoría.
- Julio Rafael Contreras (1933-2017). El último naturalista enciclopedista argentino del siglo XX (2019), en coautoría.
- Historia Natural del carau Aramus guarauna' (2019), en coautoría.
- La pérdida de biodiversidad y el riesgo para la salud humana (2020), en coautoría.
- Una reserva natural para cada ciudad (2021).
- Un parque nacional para la historia; donde fue el cruce de los Andes (2021), en coautoría con Carlos Fernández Balboa
- Inventario Biológico Argentino (2021), coeditor con Valeria Bauni y Adrián Giacchino.
- El Impenetrable del Chaco y sus secretos (2021).
- Las Misiones del Noreste Argentino: Escenario de Intercambio de Plantas y Conocimientos entre el Viejo y el Nuevo Mundo (2022), en coautoría.
- Dos décadas de trabajo con especies amenazadas de la Argentina (2023), en coautoría.
- El agro y el ambiente: políticas y estrategias (2023), en coautoría.

## Reconocimientos
Ha recibido reconocimientos como el Premio Juvenil "Guillermo Enrique Hudson" de Aves Argentinas (trienio 1986-1988), el Premio al Mérito Conservacionista de la Universidad Nacional de Pilar (Paraguay, 1993), el Diploma de Honor de la Sociedad Argentina Protectora de los Animales (1995), el Premio Literario "Fantasía Infantil" de la Fundación Fert y Sacha de Frisching (1996), el Premio Ceibo de la Secretaría de Medio Ambiente y Desarrollo Regional de la Ciudad de Buenos Aires (2000), el Premio Florentino Ameghino al Periodista Ambiental del Año por la Red para el Desarrollo Sustentable (2000), el Premio Quijote de la Conservación de la Asociación NATIVA (2008), el Premio Reynal de la Fundación Vida Silvestre Argentina (2012), el Premio Fernando Lahille de la Fundación Museo de La Plata (2019), miembro Honorario de la Fundación Azara (2020), Doctor Honoris Causa de la Universidad Maimónides (2022) y Líder de la ruralidad de las Américas del Instituto Interamericano de Cooperación para la Agricultura / IICA (Costa Rica, 2025), entre otros.